# Classifica scalatori (Giro d'Italia)

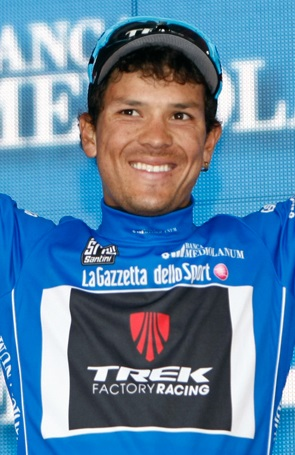
Julian Arredondo in maglia azzurra nel 2014

La classifica scalatori del Giro d'Italia, ufficialmente classifica Gran Premio della Montagna, è una delle classifiche accessorie della corsa a tappe italiana, istituita nel 1933. Consiste in una graduatoria individuale determinata dalla somma dei punti assegnati ai ciclisti che transitano per primi sui traguardi dei Gran Premi della Montagna. Il leader della classifica indossa la maglia azzurra, che sostituisce dal 2012 la storica maglia verde assegnata a partire dal 1974.

## Storia
- 1974-2011  Maglia verde
- 2012-  Maglia azzurra

Tale classifica fu istituita nel 1933, ma solo dal 1974 è assegnata la maglia verde. Dal 2012, viene sostituita con la maglia azzurra, cambio di colore voluto dal nuovo sponsor, la Banca Mediolanum.
Dal Giro d'Italia 1965 la cima più alta del giro viene chiamata Cima Coppi, mentre nel 2004 è stata istituita la Montagna Pantani, titolo che designa la montagna più rappresentativa scalata dalla corsa nelle varie edizioni del Giro.
La maglia solitamente viene conquistata da un corridore con caratteristiche di scalatore e raramente coinvolge corridori impegnati per la lotta alla classifica generale. Nella storia del Giro, l'accoppiata classifica generale-classifica degli scalatori è riuscita ad Alfredo Binda (1933), Gino Bartali (1936, 1937, 1946), Giovanni Valetti (1938), Fausto Coppi (1949), Hugo Koblet (1950), Charly Gaul (1956, 1959), Eddy Merckx (1968, anche vincitore della classifica a punti), Andrew Hampsten (1988), Marco Pantani (1998), Chris Froome (2018) e Tadej Pogacar (2024).
Il record di maglie verdi finale appartiene allo spagnolo José Manuel Fuente, che ne conquistò 4 consecutive, dal 1971 al 1974.

## Regolamento
La classifica scalatori consiste in una graduatoria determinata dai punti che vengono assegnati ai ciclisti che transitano per primi al traguardo dei Gran Premi della Montagna, classificati in quattro categorie in base alla difficoltà, con punteggi attribuiti differenti. La cima Coppi, ovvero il passaggio a più alta quota, assegna un punteggio maggiore rispetto alle altre cime di prima categoria.
I punti sono attribuiti secondo il modello seguente:
| Tipologia | Tipologia         | 1º | 2º | 3º | 4º | 5º | 6º | 7º | 8º | 9º |
| --------- | ----------------- | -- | -- | -- | -- | -- | -- | -- | -- | -- |
|           | Cima Coppi        | 50 | 30 | 20 | 14 | 10 | 6  | 4  | 2  | 1  |
|           | Prima Categoria   | 40 | 18 | 12 | 9  | 6  | 4  | 2  | 1  | -  |
|           | Seconda Categoria | 18 | 8  | 6  | 4  | 2  | 1  | -  | -  | -  |
|           | Terza Categoria   | 9  | 4  | 2  | 1  | -  | -  | -  | -  | -  |
|           | Quarta Categoria  | 3  | 2  | 1  | -  | -  | -  | -  | -  | -  |

## Albo d'oro

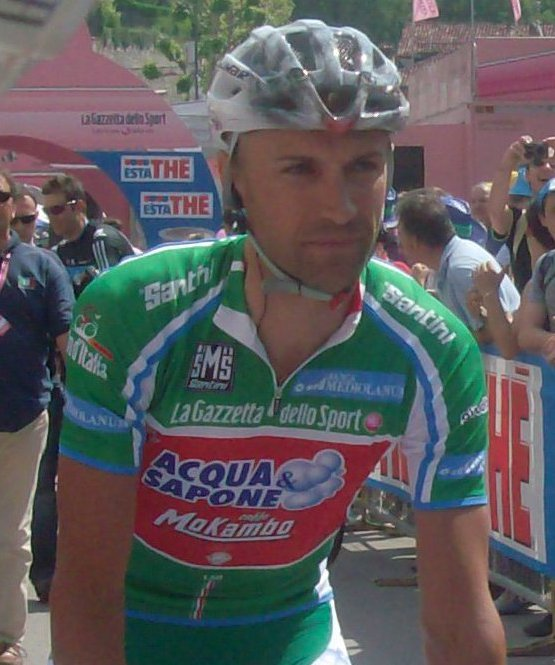
Stefano Garzelli con la maglia verde a Feltre nel 2011

| Anno           | Corridore                                       | Squadra                            | Punti | Altre classifiche |
| -------------- | ----------------------------------------------- | ---------------------------------- | ----- | ----------------- |
| 1933           | Alfredo Binda                                   | Legnano                            | -     | Generale          |
| 1934           | Remo Bertoni                                    | Legnano                            | 31    | -                 |
| 1935           | Gino Bartali                                    | Fréjus                             | 44    | -                 |
| 1936           | Gino Bartali                                    | Legnano                            | 38,5  | Generale          |
| 1937           | Gino Bartali                                    | Legnano                            | 37    | Generale          |
| 1938           | Giovanni Valetti                                | Fréjus                             | 29    | Generale          |
| 1939           | Gino Bartali                                    | Legnano                            | 22    | -                 |
| 1940           | Gino Bartali                                    | Legnano                            | 25    | -                 |
| 1946           | Gino Bartali                                    | Legnano                            | ?     | Generale          |
| 1947           | Gino Bartali                                    | Legnano                            | 24    | -                 |
| 1948           | Fausto Coppi                                    | Bianchi                            | ?     | -                 |
| 1949           | Fausto Coppi                                    | Bianchi                            | ?     | Generale          |
| 1950           | Hugo Koblet                                     | Guerra                             | 43    | Generale          |
| 1951           | Louison Bobet                                   | Bottecchia                         | ?     | -                 |
| 1952           | Raphaël Géminiani                               | Bianchi-Pirelli                    | ?     | -                 |
| 1953           | Pasquale Fornara                                | Bottecchia                         | ?     | -                 |
| 1954           | Fausto Coppi                                    | Bianchi                            | ?     | -                 |
| 1955           | Gastone Nencini                                 | Leo-Chlorodont                     | 7     | -                 |
| 1956           | Federico Bahamontes Charly Gaul Aurelio Del Rio | Girardengo-ICEP Faema-Guerra Ignis | 30 20 | - Generale -      |
| 1957           | Raphaël Géminiani                               | Velo Club Bustese                  | 56    | -                 |
| 1958           | Jean Brankart                                   | Saint-Raphaël                      | 45    | -                 |
| 1959           | Charly Gaul                                     | Emi-Guerra                         | 560   | Generale          |
| 1960           | Rik Van Looy                                    | Faema                              | 250   | -                 |
| 1961           | Vito Taccone                                    | Atala                              | 270   | -                 |
| 1962           | Angelino Soler                                  | Ghigi                              | 260   | -                 |
| 1963           | Vito Taccone                                    | Lygie                              | 520   | -                 |
| 1964           | Franco Bitossi                                  | Springoil-Fuchs                    | 200   | -                 |
| 1965           | Franco Bitossi                                  | Filotex                            | 250   | -                 |
| 1966           | Franco Bitossi                                  | Filotex                            | 490   | -                 |
| 1967           | Aurelio González                                | KAS                                | 630   | -                 |
| 1968           | Eddy Merckx                                     | Faema                              | 340   | Generale Punti    |
| 1969           | Claudio Michelotto                              | Max Meyer                          | 330   | -                 |
| 1970           | Martin Vandenbossche                            | Molteni                            | 460   | -                 |
| 1971           | José Manuel Fuente                              | KAS                                | 360   | -                 |
| 1972           | José Manuel Fuente                              | KAS                                | 490   | -                 |
| 1973           | José Manuel Fuente                              | KAS                                | 550   | -                 |
| Maglia verde   |                                                 |                                    |       |                   |
| 1974           | José Manuel Fuente                              | KAS                                | 510   | -                 |
| 1975           | Francisco Galdós Andrés Oliva                   | KAS                                | 300   | -                 |
| 1976           | Andrés Oliva                                    | KAS                                | 535   | -                 |
| 1977           | Faustino Fernández Ovies                        | KAS-Campagnolo                     | 675   | -                 |
| 1978           | Ueli Sutter                                     | Zonca-Santini                      | 830   | -                 |
| 1979           | Claudio Bortolotto                              | Sanson                             | 495   | -                 |
| 1980           | Claudio Bortolotto                              | Mobili San Giacomo-Benotto         | 670   | -                 |
| 1981           | Claudio Bortolotto                              | Santini-Selle Italia               | 510   | -                 |
| 1982           | Lucien Van Impe                                 | Metauro Mobili-Pinarello           | 860   | -                 |
| 1983           | Lucien Van Impe                                 | Metauro Mobili-Pinarello           | 70    | -                 |
| 1984           | Laurent Fignon                                  | Renault-Elf                        | 53    | -                 |
| 1985           | José Luis Navarro                               | Gemeaz Cusin-Zor                   | 54    | -                 |
| 1986           | Pedro Muñoz                                     | Fagor                              | 54    | -                 |
| 1987           | Robert Millar                                   | Panasonic                          | 97    | -                 |
| 1988           | Andrew Hampsten                                 | 7-Eleven-Hoonved                   | 59    | Generale          |
| 1989           | Luis Herrera                                    | Café de Colombia                   | 70    | -                 |
| 1990           | Claudio Chiappucci                              | Carrera Jeans-Vagabond             | 74    | -                 |
| 1991           | Iñaki Gastón                                    | CLAS-Cajastur                      | 75    | -                 |
| 1992           | Claudio Chiappucci                              | Carrera Jeans-Tassoni              | 76    | -                 |
| 1993           | Claudio Chiappucci                              | Carrera Jeans-Tassoni              | 42    | -                 |
| 1994           | Pascal Richard                                  | GB-MG Maglificio                   | 78    | -                 |
| 1995           | Mariano Piccoli                                 | Brescialat                         | 75    | -                 |
| 1996           | Mariano Piccoli                                 | Brescialat                         | 69    | -                 |
| 1997           | José Jaime González                             | Kelme-Costa Blanca                 | 99    | -                 |
| 1998           | Marco Pantani                                   | Mercatone Uno                      | 89    | Generale          |
| 1999           | José Jaime González                             | Kelme-Costa Blanca                 | 61    | -                 |
| 2000           | Francesco Casagrande                            | Vini Caldirola-Sidermec            | 71    | -                 |
| 2001           | Freddy González                                 | Colombia-Selle Italia              | 73    | -                 |
| 2002           | Julio Alberto Pérez Cuapio                      | Ceramiche Panaria-Fiordo           | 69    | -                 |
| 2003           | Freddy González                                 | Colombia-Selle Italia              | 100   | Combattività      |
| 2004           | Fabian Wegmann                                  | Gerolsteiner                       | 56    | -                 |
| 2005           | José Rujano                                     | Colombia-Selle Italia              | 143   | Combattività      |
| 2006           | Juan Manuel Gárate                              | Quick Step-Innergetic              | 64    | -                 |
| 2007           | Leonardo Piepoli                                | Saunier Duval-Prodir               | 79    | Combattività      |
| 2008           | Emanuele Sella                                  | CSF Group-Navigare                 | 136   | Combattività      |
| 2009           | Stefano Garzelli                                | Acqua & Sapone-Caffè Mokambo       | 61    | Combattività      |
| 2010           | Matthew Lloyd                                   | Omega Pharma-Lotto                 | 56    | Combattività      |
| 2011           | Stefano Garzelli                                | Acqua & Sapone                     | 67    | -                 |
| Maglia azzurra |                                                 |                                    |       |                   |
| 2012           | Matteo Rabottini                                | Farnese Vini-Selle Italia          | 84    | -                 |
| 2013           | Stefano Pirazzi                                 | Bardiani Valvole-CSF Inox          | 82    | -                 |
| 2014           | Julián Arredondo                                | Trek Factory Racing                | 173   | Combattività      |
| 2015           | Giovanni Visconti                               | Movistar Team                      | 125   | -                 |
| 2016           | Mikel Nieve                                     | Team Sky                           | 152   | -                 |
| 2017           | Mikel Landa                                     | Team Sky                           | 224   | Combattività      |
| 2018           | Chris Froome                                    | Team Sky                           | 125   | Generale          |
| 2019           | Giulio Ciccone                                  | Trek-Segafredo                     | 267   | -                 |
| 2020           | Ruben Guerreiro                                 | EF Pro Cycling                     | 234   | -                 |
| 2021           | Geoffrey Bouchard                               | AG2R Citroën Team                  | 184   | -                 |
| 2022           | Koen Bouwman                                    | Jumbo-Visma                        | 294   | -                 |
| 2023           | Thibaut Pinot                                   | Groupama-FDJ                       | 237   | -                 |
| 2024           | Tadej Pogačar                                   | UAE Team Emirates                  | 270   | Generale          |
| 2025           | Lorenzo Fortunato                               | XDS Astana Team                    | 355   | -                 |